# Cantó de Lens-Nord-Est
El cantó de Lens-Nord-Est és un cantó francès del departament del Pas de Calais, situat al districte de Lens. Té 2 municipis i part del de Lens.

## Municipis
- Annay
- Lens (Pas de Calais) (part)
- Loison-sous-Lens

## Història
| Data d'elecció                           | Identitat          | Partit | Qualitat |
| ---------------------------------------- | ------------------ | ------ | -------- |
| 1961-1967                                | Lucien Harmant     | SFIO   |          |
| 1967-1970                                | Jeannette Prin     | PCF    |          |
| 1972-2004                                | Jean-Claude Bois   | PS     |          |
| 2004-                                    | Marie-Paule Ledent | PS     |          |
| les dades anteriors no són pas conegudes |                    |        |          |
|                                          |                    |        |          |

## Demografia
| A partir de 1990: Població sense dobles comptes |